# Bibliothèque Bleue
Mit dem Ausdruck Bibliothèque Bleue ("blaue Bibliothek") werden ihres einfach blauen Umschlages wegen die französischen Unterhaltungsschriften zusammengefasst, welche den deutschen Volksbüchern entsprechen. Die größte Zahl ist in Troyes in der Druckerei von Nicolas Oudot hergestellt worden. Hervorgegangen sind dieselben meist aus der Prosaauflösung mittelalterlicher Versromane (z. B. Fierabras, Robert der Teufel, Jean de Paris); doch sind auch manche, wie Paris und Vienne, Peter von Provence, nur in Prosa vorhanden. Viele haben durch die Literatur Europas ihre Runde gemacht und sind auch in die deutsche Volksliteratur übergegangen.